# John Negrin
John Negrin (* 26. März 1989 in West Vancouver, British Columbia) ist ein ehemaliger kanadischer Eishockeyspieler, der im Verlauf seiner aktiven Karriere zwischen 2005 und 2020 unter anderem über 250 Spiele in der American Hockey League (AHL) auf der Position des Verteidigers bestritten hat. Darüber hinaus absolvierte Negrin weitere drei Partien für die Calgary Flames in der National Hockey League (NHL).

## Karriere

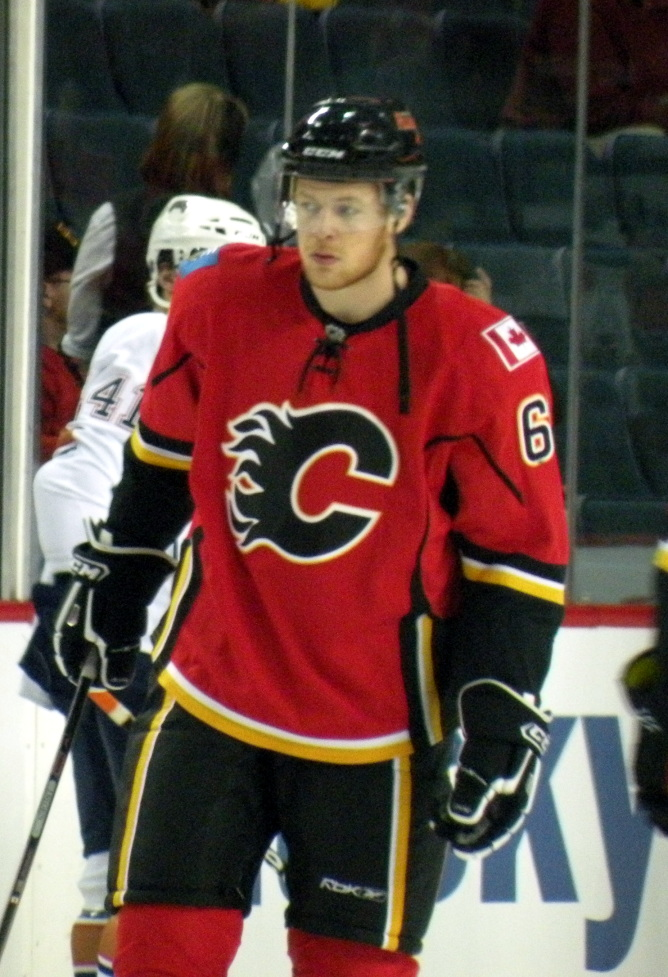
Negrin im Trikot der Calgary Flames (2009)

Negrin begann seine Karriere in der Saison 2004/05 bei den North Delta Flyers in der Pacific International Junior Hockey League (PIJHL). Während dieser Saison lief er auch in der British Columbia Hockey League (BCHL) für die Surrey Eagles und in der Western Hockey League (WHL) für die Kootenay Ice auf. Dort spielte er bis zum Januar 2009. Bereits im NHL Entry Draft 2007 war Negrin an der 70. Position von den Calgary Flames aus der National Hockey League (NHL) ausgewählt worden. Bevor der Verteidiger jedoch sein NHL-Debüt feierte, wurde er innerhalb der WHL von den Swift Current Broncos verpflichtet.
Nach dem Ausscheiden der Broncos aus den Playoffs wurde er Anfang April 2009 von den Calgary Flames in deren NHL-Kader berufen und debütierte am 3. April beim Spiel gegen die Minnesota Wild. Insgesamt absolvierte er drei NHL-Spiele. Die Saison 2009/10 begann er in der American Hockey League (AHL) beim Flames-Farmteam Abbotsford Heat. Ende Januar 2012 transferierten ihn die Calgary Flames im Austausch für Akim Aliu zu den Winnipeg Jets, die den Verteidiger bei deren AHL-Farmteam St. John’s IceCaps einsetzten. Im August 2012 unterzeichnete der Kanadier einen Einjahresvertrag bei den Chicago Wolves aus der AHL, wurde mit Ausnahme einer Partie aber ausschließlich bei den Kalamazoo Wings in der ECHL eingesetzt. Dort hatte er bereits im Vorjahr mit den Utah Grizzlies debütiert. Im Februar 2013 wurde Negrin von den Chicago Wolves an den Ligakonkurrenten Lake Erie Monsters verliehen. Dort beendete er die Spielzeit.
Im Sommer 2013 schloss sich der Free Agent den Utica Comets aus der AHL an und blieb diesen in den folgenden vier Spielzeiten treu. Insgesamt absolvierte der Defensivspieler in diesem Zeitraum 132 Spiele für Utica. Mit dem Wechsel zu Lørenskog IK in die norwegische GET-ligaen suchte Negrin im Oktober 2017 eine neue Herausforderung. Nach einer Spielzeit in Skandinavien schloss er sich dem ungarischen Hauptstadtklub MAC Budapest an, der am Spielbetrieb der slowakischen Extraliga teilnahm. Auch dort war der Defensivakteur nur eine Saison aktiv, da er anschließend zu den Manchester Storm in die britische Elite Ice Hockey League (EIHL) wechselte. Danach beendete der 31-Jährige im Sommer 2020 seine aktive Karriere.

### International
Negrin vertrat sein Heimatland Kanada bei der U18-Junioren-Weltmeisterschaft 2007 in Finnland. Dort belegte er mit der Mannschaft den vierten Rang. Weitere Teilnahmen verzeichnete der Verteidiger zuvor bei der World U-17 Hockey Challenge 2006 und dem Ivan Hlinka Memorial Tournament 2006, das die Kanadier gewannen.

## Erfolge und Auszeichnungen
- 2006 Goldmedaille beim Ivan Hlinka Memorial Tournament
- 2007 Teilnahme am CHL Top Prospects Game
- 2009 WHL East Second All-Star Team

## Karrierestatistik

### International
Vertrat Kanada bei:
- World U-17 Hockey Challenge 2006
- Ivan Hlinka Memorial Tournament 2006
- U18-Junioren-Weltmeisterschaft 2007

(Legende zur Spielerstatistik: Sp oder GP = absolvierte Spiele; T oder G = erzielte Tore; V oder A = erzielte Assists; Pkt oder Pts = erzielte Scorerpunkte; SM oder PIM = erhaltene Strafminuten; +/− = Plus/Minus-Bilanz; PP = erzielte Überzahltore; SH = erzielte Unterzahltore; GW = erzielte Siegtore; 1 Play-downs/Relegation; Kursiv: Statistik nicht vollständig)